# What You Know (T.I.)
What You Know è un brano musicale del rapper statunitense T.I., estratto come primo singolo dell'album King. Il singolo ha raggiunto la terza posizione della classifica Billboard Hot 100 nel 2006. Il brano è presente anche nella colonna sonora del film ATL, a cui partecipa anche T.I.

## Tracce
CD Single
1. What You Know (Radio Version) - 4:07
2. What You Know (Instrumental) - 4:34
3. What You Know (Explicit Version) - 4:34
4. What You Know (Acapella) - 4:34

Vinile
Lato A
1. What You Know (Radio Version) - 4:07
2. What You Know (Explicit) - 4:07
3. What You Know (Instrumental) - 4:34

Lato B
1. Ride Wit Me (Radio Version) - 4:07
2. Ride Wit Me (Explicit) - 4:07
3. Ride Wit Me (Instrumental) - 4:34

## Classifiche
| Classifica (2006)                    | Posizione più alta |
| ------------------------------------ | ------------------ |
| U.S. Billboard Hot 100               | 3                  |
| U.S. Billboard Hot R&B/Hip-Hop Songs | 1                  |
| U.S. Billboard Hot Rap Tracks        | 1                  |
| U.S. Billboard Pop 100               | 10                 |